# The Unicorns Have Got to Go
The Unicorns Have Got to Go (рус. Единорогам вход запрещён) — 8 эпизод первого сезона мультсериала «Обычный мультик».

## Синопсис
Мордекай случайно привлекает группу единорогов после использования флакона одеколона.

## Персонажи
- Мордекай
- Ригби
- Единороги
- Скипс
- Бенсон
- Маргарет
- Попс
- Масл Мен
- Дай Пять

## Критика

### Телевидение
Этот эпизод посмотрели 2.42 миллиона зрителей на премьеру 25 октября 2010 года.

### Интернет
Этот эпизод оставил хорошие отзывы. Этот эпизод набрал 7,3/10 на IMDb, а также набрал 7.2/10 на TV.com.

## Факты
- Этот эпизод не был показан в Восточной Европе (преимущественно в Венгрии, Польше и Румынии) из-за скверного содержания.